# Hammigi, Mundargi
Hammigi là một làng thuộc tehsil Mundargi, huyện Gadag, bang Karnataka, Ấn Độ.